# Harderhoek
Harderhoek is een natuurgebied bij Biddinghuizen en aan het Wolderwijd in Oostelijk Flevoland, dat echter deel uitmaakt van de gemeente Zeewolde. Het wordt beheerd door Natuurmonumenten.
Harderhoek is samengesteld uit drie al gedeeltelijk eerder ontwikkelde deelgebieden, die elk hun eigen aard bezitten:
- het Harderbos: opzettelijk verwilderend bos, met open plekken en plassen
- het Harderbroek: moerassen en rietland
- de Kievitslanden: gevarieerd, bloemrijk grasland

Op deze op het nieuwe land gelegen gebieden sluiten enkele kunstmatige eilanden aan die in het Wolderwijd en het Veluwemeer zijn aangelegd, respectievelijk De Zegge, De Biezen en De Kluut. Zij vormen een onderdeel van de zogenoemde 'natte as', die deel uitmaakt van het Natuurnetwerk Nederland.
Voor de verdere ontwikkeling van dit gebied is een 'Natuurvisie 2011-2028' opgesteld.